# Partito d'Azione Democratica del Sangiaccato
Il Partito d'Azione Democratica del Sangiaccato (in serbocroato Stranka Demokratske Akcije Sandžaka, SDA/Странка Демократске Акциjе Санџака, СДА) è un partito politico che rappresenta la minoranza bosgnacca nella regione del Sangiaccato in Serbia. Si tratta di un'appendice del Partito d'Azione Democratica attivo in Bosnia ed Erzegovina.
Alle ultime elezioni parlamentari del 2008 ha dato luogo alla Lista per il Sangiaccato e ha ottenuto un seggio.